# Zwart stormvogeltje
Het zwart stormvogeltje (Hydrobates melania synoniem: Oceanodroma melania) is een vogel uit de familie der Hydrobatidae (Noordelijke stormvogeltjes). 

## Verspreiding en leefgebied
Deze soort broedt op eilanden voor de kust van zuidelijk Californië en Baja California.

## Status
De grootte van de populatie is in 2019 geschat op 600 duizend volwassen vogels. Op de Rode lijst van de IUCN heeft deze soort de status niet bedreigd.